# Roncà
Roncà là một đô thị ở tỉnh Verona trong vùng Veneto của Ý, có cự ly khoảng 80 km về phía tây của Venice và khoảng 25 km về phía đông của Verona. As of 01 June 2007, đô thị này có dân số 3.585 người và diện tích là 18,22 km².
Đô thị Roncà có các frazione (đơn vị trực thuộc) Terrossa, S. Margherita và Brenton.
Roncà giáp các đô thị: Arzignano, Chiampo, Gambellara, Montebello Vicentino, Montecchia di Crosara, Montorso Vicentino và San Giovanni Ilarione.